# Nektariusz Bieżecki
Nektariusz Bieżecki (zm. 3 kwietnia 1492 w Bieżecku) – święty mnich prawosławny.
Mnich Nektariusz złożył śluby zakonne w monasterze założonym przez św. Sergiusza z Radoneża. Ok. 1450 opuścił klasztor i osiedlił się samotnie w lasach w okolicy Bieżecka. Szybko w pobliżu jego pustelni zaczęli osiedlać się jego naśladowcy. Mnisi wznieśli cerkwie Wprowadzenia Matki Bożej do Świątyni oraz św. Sergiusza z Radoneża, przy której powstał męski klasztor Wprowadzenia Matki Bożej do Świątyni. Nektariusz został wybrany przez braci na igumena powołanej do życia wspólnoty. Duchowny zmarł w monasterze 3 kwietnia 1492.